# Fuelle (neumático)

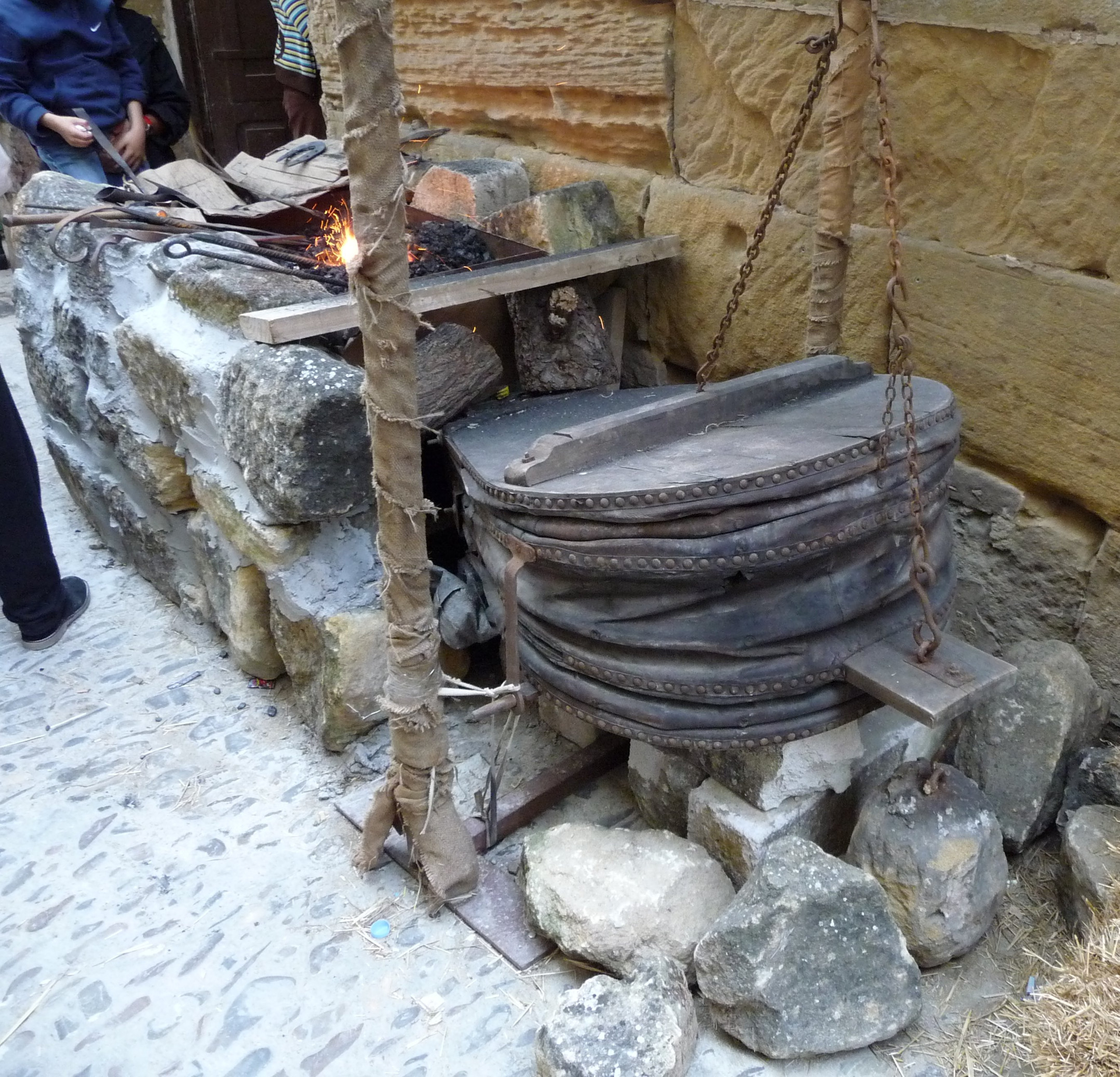
Fuelle de fragua.

Un fuelle es un dispositivo mecánico cuya función es la de contener aire para expelerlo a cierta presión y en cierta dirección para diversos fines. Básicamente, un fuelle es un contenedor deformable el cual tiene una boquilla de salida. Cuando el volumen del fuelle disminuye, el aire sale expulsado del mismo a través de una boquilla. Un típico fuelle tiene también una entrada y salida de aire separadas o válvulas de no retorno (válvula check), lo que asegura que el aire entre y salga en una dirección determinada. En otros términos, se lo puede considerar como una especie de bomba neumática.

## Usos

### Metalurgia

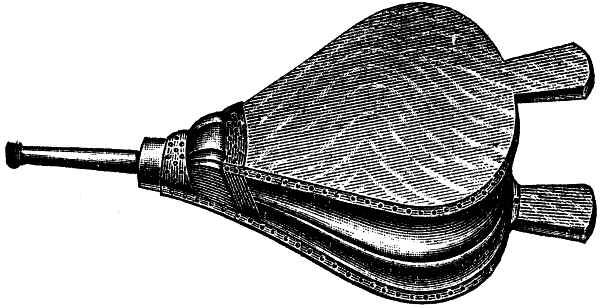
Antiguo fuelle usado en las forjas.

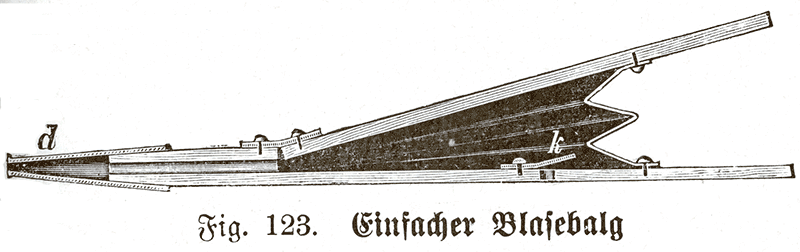
Bomba de fuelle.

Durante numerosos procesos, tales como la fundición o forja de metales e incluso la soldadura, se requiere mucho calor, lo cual solo pudo desarrollarse a través de la invención del fuelle. Los fuelles son usados para aportar aire al combustible elevando el nivel de combustión y consigo la cantidad de calor. Varios tipos de fuelles se usan en metalurgia.
- Fuelle de caja (usados tradicionalmente en Asia).
- Fuelle de olla.
- Fuelle de acordeón.
- Fuelle de émbolo.
- Fuelle axial.
- Fuelle de trenes como el NS-93.

El antiguo ingeniero chino Du Shi en alguna ocasión usó el poder del movimiento de las caídas de agua para accionar fuelles de altos hornos para la forja del hierro, hacia el siglo III a. C.. Los antiguos griegos y los romanos y otras civilizaciones usaron los fuelles en hornos en donde se producía hierro colado. La Biblia menciona el fuelle en el libro de Jeremías (6:29) escrito durante el siglo VII a. C.. En la industria moderna los fuelles reciprocantes son usualmente reemplazados por ventiladores motorizados.

### Instrumentos musicales

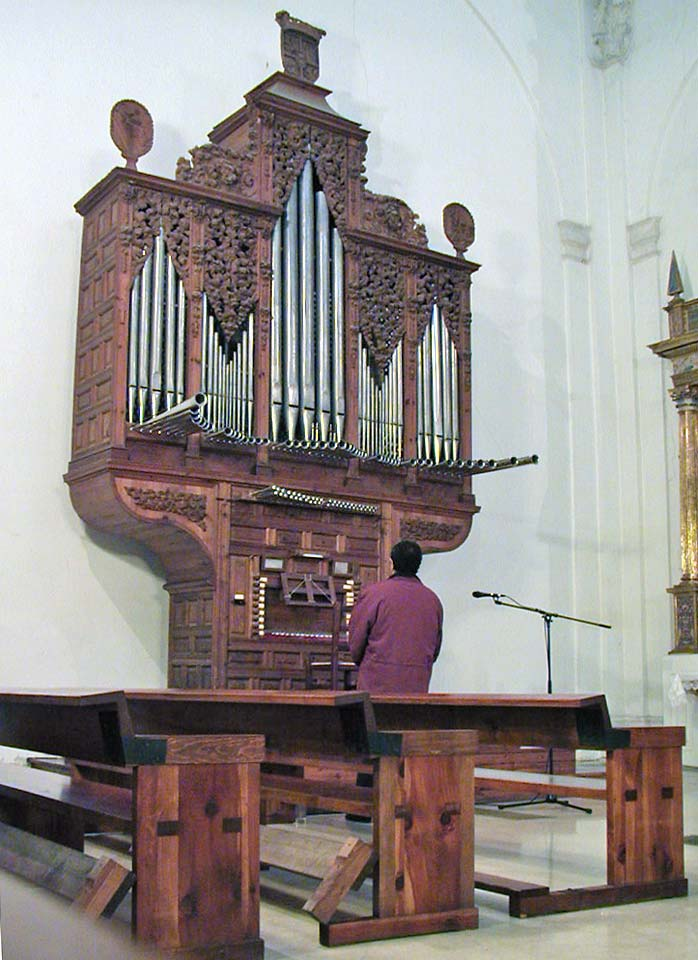
Órgano barroco del Monasterio de las Huelgas (Valladolid), c. 1706. Obra de Juan Casado Valdivielso.

En algunos instrumentos musicales, los fuelles son usados frecuentemente como un sustituto o regulador del aire a presión provista por los pulmones humanos.
Los siguientes instrumentos usan fuelles:
- Acordeón o concertina y otros instrumentos relacionados.
- Órgano de tubos.
- Algunos tipos de gaita.
- Armonio.
- Órgano portátil.
- Hydraulis (también llamado órgano hidráulico).

Los relojes cucú también usan un fuelle para generar el clásico sonido.